# S Antliae
Désignations
S Antliae est une étoile binaire à éclipses de type W Ursae Majoris située dans la constellation de la Machine pneumatique. Avec une magnitude apparente moyenne de 6,45, elle est située à la limite inférieure de la visibilité à l’œil nu. Le système de S Antliae présente une parallaxe annuelle mesurée par le satellite Gaia de 12,61 mas, ce qui le place à ∼ 259 a.l. (∼ 79,4 pc) de la Terre.

## Caractéristiques
Le système de S Antliae est classé comme une étoile variable de type W Ursae Majoris : l'étoile primaire est plus chaude que la secondaire et la chute de magnitude est due au passage de cette dernière devant la première. Sa magnitude apparente varie entre 6,27 et 6,83 sur une période de 15,6 heures. Il s'agit également d'une binaire spectroscopique. Le spectre combiné du système est celui d'une étoile blanche de la séquence principale de type spectral A9V.
La période de révolution du système est de 0,65 jours. L'excentricité orbitale est supposée nulle. Le centre des deux étoiles sont en moyenne séparées par 3,31 rayons solaires (R☉), ce qui place leur surface à seulement 0,36 R☉. Les deux étoiles finiront ainsi par ne former qu'un seul astre à rotation rapide.
Le calcul des propriétés du couple stellaire d'après leur période de révolution indique que l'étoile primaire a une masse (M☉) de 1,94 et un rayon de 2,026 fois celui du Soleil, et la secondaire une masse de 0,76 M☉ et un rayon de 1,322 fois celui du Soleil. La primaire a une température de surface de 7 800 K, alors que la secondaire est un peu plus froide à 7 340 K. Parce qu'elles partagent une enveloppe commune, les deux étoiles une luminosité et type spectral similaire. L'âge du système est estimé entre 5 et 6 milliards d'années.

## Histoire
La variabilité de S Antliae est consignée la première fois en 1888 par H. M. Paul. À l'époque, elle possède la plus petite période connue pour étoile variable. D'abord considérée comme une étoile de type Algol, l'astronome américain Edward C. Pickering écarte cette hypothèse : S Antliae ne présente pas de minimum secondaire et la durée de sa période minimale n'est pas caractéristique. Alfred H. Joy remarque en 1926 la similarité de son profil de luminosité avec W Ursae Majoris et conclut que le système est bien une étoile binaire de deux étoiles à éclipses de type A8.